# أرنب قزم
الأرنب القزم (الاسم العلمي: Brachylagus idahoensis) هو نوع من الثدييات يتبع فصيلة الأرانب ضمن رتبة الأرنبيات. وهو النوع الوحيد في جنسه. يُعد هذا النوع أصغر أنواع الأرانب على الإطلاق، يستوطن في أمريكا الشمالية، يبلغ وزنه بين حوالي 375 إلى 500 غرام، ويبلغ طوله بين 23.5 إلى 29.5 سم، وتكون الإناث أكبر حجماً قليلاً من الذكور. يُعتبر الدغل العشبي غذاءه الرئيسي.